# Tijjani Noslin
Tijjani Noslin, né le 7 juillet 1999 à Amsterdam aux Pays-Bas, est un footballeur néerlandais qui évolue au poste d'ailier droit à la SS Lazio.

## Biographie

### Formation et débuts
Né à Amsterdam aux Pays-Bas, Tijjani Noslin joue pour différents clubs locaux comme le ASV Arsenal, le SC Buitenveldert et l'AVV Swift avant de rejoindre le centre de formation du FC Den Bosch.
Alors qu'il évolue jusqu'ici dans les différents championnats amateurs des Pays-Bas, Tijjani Noslin rejoint le 11 août 2021 le Fortuna Sittard, signant un contrat de trois ans, soit jusqu'en juin 2024, avec une année supplémentaire en option.
Il fait sa première apparition en professionnel avec ce club le 18 septembre 2021 face au SC Heerenveen. Il entre en jeu et son équipe est battue par un but à zéro.

### Hellas Vérone
Le 23 janvier 2024, Tijjani Noslin rejoint le Hellas Vérone.
Il joue son premier match sous ses nouvelles couleurs le 28 janvier 2024 face au Frosinone Calcio, lors d'une rencontre de Serie A. Il est titularisé et les deux équipes se neutralisent (1-1 score final). Noslin marque son premier but le 17 février 2024, face à la Juventus FC, en championnat. Les deux équipes se séparent sur un score nul de deux partout ce jour-là.

### Lazio Rome
Le 30 juin 2024 Tijjani Noslin s'engage en faveur de la Lazio Rome pour un contrat de cinq ans, soit jusqu'en juin 2029 et y retrouve Marco Baroni (en), son entraîneur lors de son passage à l'Hellas Vérone. Le transfert est quant à lui estimé à 15 millions d'euros,.